# Beccariophoenix alfredii
Espèce
Classification phylogénétique
Statut de conservation UICN

 VU D2 : Vulnérable
Beccariophoenix alfredii est une espèce de palmiers (Arecaceae), découverte récemment, endémique de Madagascar. Le genre Beccariophoenix est étroitement apparenté au genre Cocos. Beccariophoenix alfredii ressemble beaucoup au cocotier, mais plus rustique, ce qui en fait un bon substitut au cocotier dans les climats plus froids.

## Répartition et habitat
Cette espèce est endémique des Hautes terres de Madagascar. On la trouve entre 950 et 1 100 m d'altitude.